# Renzo de' Vidovich
Renzo de' Vidovich (Zara, 27 febbraio 1934 – Trieste, 27 agosto 2024) è stato un politico e giornalista italiano.

## Biografia

### Dall'infanzia in Dalmazia all'esilio in Trieste
Nato e cresciuto a Zara, partì per l'esilio all'inizio dei massicci bombardamenti della città fatti dagli Alleati nel 1943. Trasferitosi a Trieste, divenne segretario generale della giunta d'intesa studentesca, che assunse la responsabilità, nel dopoguerra, d'indire la cosiddetta Rivolta di Trieste, cioè i moti del 5-6 novembre 1953 per il ritorno della città all'Italia, allora occupata dal governo militare anglo-americano alleato.
Durante gli scontri morirono 6 Italiani e vi furono complessivamente 153 feriti. L'anno successivo si ebbe la riunificazione di Trieste all'Italia. Su proposta di de' Vidovich appoggiata dalla Lega Nazionale di Trieste, il Governo Berlusconi II assegnerà la medaglia d'oro ai caduti precisando che furono determinanti per il ritorno di Trieste alla madre patria.
Fu caporedattore del giornale "La Zona Franca" che darà luogo al movimento economico nazionale per la zona franca di Trieste.

### Attività politica e sindacale
Nel 1968 divenne segretario del sindacato CISNAL oggi Unione Generale del Lavoro (UGL) di Trieste, con la quale contestò l'azione sindacale di CGIL, CISL e UIL.
Fondò e diresse "La Città", periodico d'informazione. Fu consigliere comunale di Trieste per un decennio venendo anche eletto consigliere comunale di Duino-Aurisina dove si batté per la valorizzazione turistica di Sistiana.
Nel 1972 fu eletto deputato alla Camera nel collegio di Trieste e nominato segretario del gruppo parlamentare Movimento Sociale Italiano - Destra Nazionale. Non venne rieletto nel 1976.
Nel 1978 si batté per il rinnovamento del partito, uscì dal MSI-DN ed entrò nella segreteria nazionale di Democrazia Nazionale. Candidatosi con DN alle politiche del 1979, non venne eletto.
Nel settore degli esuli adriatici divenne prosindaco del Libero Comune di Zara in Esilio - Dalmati Italiani nel Mondo.
Nel 1999 divenne presidente della federazione degli esuli Istriani, Fiumani e Dalmati. Come presidente della fondazione Rustia-Traine partecipò attivamente alla costituzione delle comunità italiane in Dalmazia: a Zara, Spalato, isola di Lesina e Cattaro. Promosse corsi di lingua e cultura Italiana in Dalmazia e fondò nel 2004 il Centro di Ricerche Culturali Dalmate - Spalato di cui fu presidente. Il centro promuove la pubblicazione, in collaborazione con la regione Veneto, di numerosi libri sulla Dalmazia e sul retaggio della Serenissima.

### Attività giornalistica
Collaborò negli anni 70 con Il Borghese, Candido e Il Secolo d'Italia. Rifondò nel 1996 Il Dalmata, edito dal 1865 e soppresso dall'Austria nel 1916. Scrisse numerosi articoli sulla rivista dalmatica e sulla stampa degli italiani in esilio.

## Opere
- Dalmazia Regione d'Europa, ed. Libero Comune di Zara in Esilio-Delegazione di Trieste, 1993.
- Albo d'oro dei dalmati, ed. Libero Comune di Zara in Esilio-Delegazione di Trieste, 1993.
- I Dalmati per Trieste.
- L'albo d'Oro di nobili patrizi e nomi illustri nel Regno di Dalmazia, Trieste, ed. Fondazione Rustia Traine, 2004.
- Regno di Dalmazia e nazione dalmata, Trieste, ed. Fondazione Rustia Traine, 2007.
- Due futuristi due dalla Dalmazia montenegrina, Trieste, ed. Fondazione Rustia Traine, 2008.